# Lasiocephalus pichinchensis
Lasiocephalus pichinchensis là một loài thực vật có hoa trong họ Cúc. Loài này được Cuatrec. mô tả khoa học đầu tiên.